# Шурупов, Аркадий Николаевич
Аркадий Николаевич Шурупов (19 марта 1908, станица Мигулинская, область Войска Донского — конец 1980-х, Ростов-на-Дону) — полковник Советской армии, участник Великой Отечественной войны.

## Биография
Родился 19 марта 1908 года в станице Мигулинская (ныне — Верхнедонской район Ростовской области). С октября 1931 года служил в РККА. Член ВКП(б) с 1939 года.

### Боевой путь
Во время Великой Отечественной войны, с 20 октября 1941 года, принимал участие в боевых действиях в должности начальника разведывательного отделения штаба 339-й стрелковой дивизии. В 1942 году переведён в штаб 37-й Армии (второго формирования): старший помощник начальника оперативного отдела по изучению опыта войны, начальник оперативного отделения, заместитель начальника оперативного отдела. Служил под командованием Арефы Блажея.
Подполковник А. Н. Шурупов особо отличился во время боёв за плотину Крэсовского водохранилища Криворожской районной электростанции имени Ленина на реке Саксагань.
Он был назначен командиром специального сводного отряда из сапёров, автоматчиков и разведчиков. Отряд в ночь на 21 февраля 1944 года внезапным броском ворвался на плотину, захватил и разминировал её, в течение суток вёл бой в окружении, удерживая позиции. В течение дня 22 февраля продолжал вести бой с превосходящими силами противника 112-го пехотного полка (112 пп) 62-й пехотной дивизии (62 пд) вермахта, отбив 8 контратак и 20 попыток взорвать плотину. В этот день бой шёл на удалении броска гранаты в траншеях и окопах на территории рабочего посёлка КРЭС. Своими действиями отряд нанёс серьёзные потери противнику, выполнил поставленную задачу и сохранил плотину электростанции от подрыва, а часть города Кривой Рог от затопления. В этом бою погиб В. А. Дышинский.
Потери отряда составили 16 убитых и 39 раненых, потери немцев свыше 100 человек и 4 пленных. В числе трофеев были даже 4 артиллерийских орудия.

Тов. Шурупов благодаря умелым действиям ручным пулемётом, отбитым в бою у противника, гранатами и правильным управлением отрядом, отбил все атаки пр-ка и не допустил взрыва плотины.— Из наградного листа на присвоение Ордена Ленина.
Участник освобождения Болгарии, первый советский комендант города Добрич. Заслуги Шурупова в освобождении Болгарии отмечены его избранием почётным гражданином Добрича и Сливена.

### Послевоенные годы
После войны служил командиром стрелкового полка, заместителем командира дивизии. В августе 1956 году вышел в запас в звании полковника. Проживал в Ростове-на-Дону, вёл активную ветеранскую работу. Автор VIII главы в коллективной работе «Северокавказцы в боях за Родину: краткий военно-исторический очерк о боевом пути Северо-Кавказского военного округа» (1966).
Умер в конце 1980-х годов в Ростове-на-Дону.

## Награды
- Два ордена Ленина (19.03.1944, 30.04.1954)[5];
- Два ордена Красного Знамени (04.11.1943, 15.11.1950);
- Орден Отечественной войны I степени (25.04.1945);
- Два ордена Красной Звезды (18.03.1943, 5.11.1946);
- Медаль «За боевые заслуги» (3.11.1944);
- Медаль «За победу над Германией в Великой Отечественной войне 1941—1945 гг.» (30.10.1945[6]);
- Медаль «За оборону Кавказа» (1944[7]);
- ряд других медалей СССР;

Награды Болгарии
- Орден «За военные заслуги» III степени (16.05.1945)[8]
- Медаль «30 лет Болгарской Народной Армии» (1974)
- Медаль «Отечественная война 1944—1945 гг.»
- 1970 — Почётный гражданин города Добрич[9];
- Почётный гражданин города Сливен.

## Память
- Именем Аркадия Шурупова названа улица в Кривом Роге[10];
- Памяти бойцов спецотряда Шурупова названа Десантная улица в Кривом Роге[11];
- Памятник воинам спецотряда, спасшим дамбу Криворожской электростанции[12];
- Памятный знак бойцам спецотряда Шурупова[13].